# Bittacomorpha occidentalis
Bittacomorpha occidentalis är en tvåvingeart som beskrevs av Aldrich 1895. Bittacomorpha occidentalis ingår i släktet Bittacomorpha och familjen glansmyggor. Inga underarter finns listade i Catalogue of Life.